# Eperjesi Ágnes
Eperjesi Ágnes (Budapest, 1964. augusztus 30. –) magyar fotográfus, grafikus, képzőművész, tipográfus, könyvtervező. Az Éjjeli Örjárat című internetes művészeti folyóirat tervezője és szerkesztője.

## Életpályája
1986-ban végzett a Magyar Iparművészeti Főiskola foto-tipográfia szakán. 1989-ben Hollandiában a Minerva Academy-n tanult. 1989 óta kiállító művész. 1990–1992 között a Nappali Ház művészeti szerkesztője és tervezője volt. 1991-ben mesterdiplomát kapott a Magyar Iparművészeti Főiskola hallgatójaként. 1992-től a JAK-füzetek tervezője. 1993-tól a Budapesti Negyed tervezője. 2010-ben DLA fokozatot szerzett a Magyar Képzőművészeti Egyetemen. 2013-ban középfokú mediátori képzésben vett részt.

## Kiállításai

### Egyéni
- 1989 Szombathely
- 1991-1992, 1994-1996, 1998, 2000, 2002, 2004, 2006, 2008-2010, 2012, 2014-2019 Budapest
- 1992 Hamburg, Varsó
- 1994, 1997 Szeged
- 2009 Székesfehérvár
- 2010 Zalaegerszeg
- 2018 Brüsszel

### Válogatott, csoportos
- 1989 Budapest, Berlin
- 1990 Párizs
- 1992 Budapest, Bonn
- 1995 Budapest, Linz, Ljubljana, Hamburg
- 1996-1997, 1999-2007, 2010-2015 Budapest
- 2000 Ljubljana, Torino
- 2001 Róma
- 2002 Bréma, Pozsony
- 2006, 2008, 2013 Székesfehérvár
- 2007 New York, Buenos Aires, Debrecen, Berlin
- 2008 Esztergom, Berlin, Brüsszel
- 2009 Bécs, Debrecen, New York
- 2010 Varsó
- 2012 Eger
- 2016 Dunaújváros, Miskolc

## Művei
- Újszülöttek (1996)
- Előjelek (Várnagy Tiborral, 1996)
- Polaroid fotogrammok (1998)
- Szorgos kezek (2000)
- Heti étrend (2000)
- Főzési tanácsok (2002)
- Önarckép-szeletek, Családi album (2004)
- Private Protest (2007-2008)

## Díjai
- Pécsi József-ösztöndíj (1992-1995)
- A Fővárosi Önkormányzat díja (1995)
- Derkovits Gyula képzőművészeti ösztöndíj (1998-2001)
- Római Magyar Akadémia ösztöndíja (2000)
- Fővárosi Önkormányzat ösztöndíja (2004)
- Magyar Állami Eötvös Ösztöndíj (2005-2006, New York)
- Stúdió residency ösztöndíj (2007, Buenos Aires)
- Esztergomi Fotóbiennálé nagydíja (2008)
- Marie Claire díj (2014)